# پندا باه
پندا باه (انگلیسی: Penda Bah؛ زادهٔ ۱۷ اوت ۱۹۹۸) بازیکن فوتبال اهل گامبیا است.
وی همچنین در تیم ملی فوتبال Gambia بازی کرده‌است.